# Indosinia involucrata
Indosinia involucrata là một loài thực vật có hoa trong họ Ochnaceae. Loài này được (Gagnep.) J.E. Vidal mô tả khoa học đầu tiên năm 1965.